# Осада Оливенсы

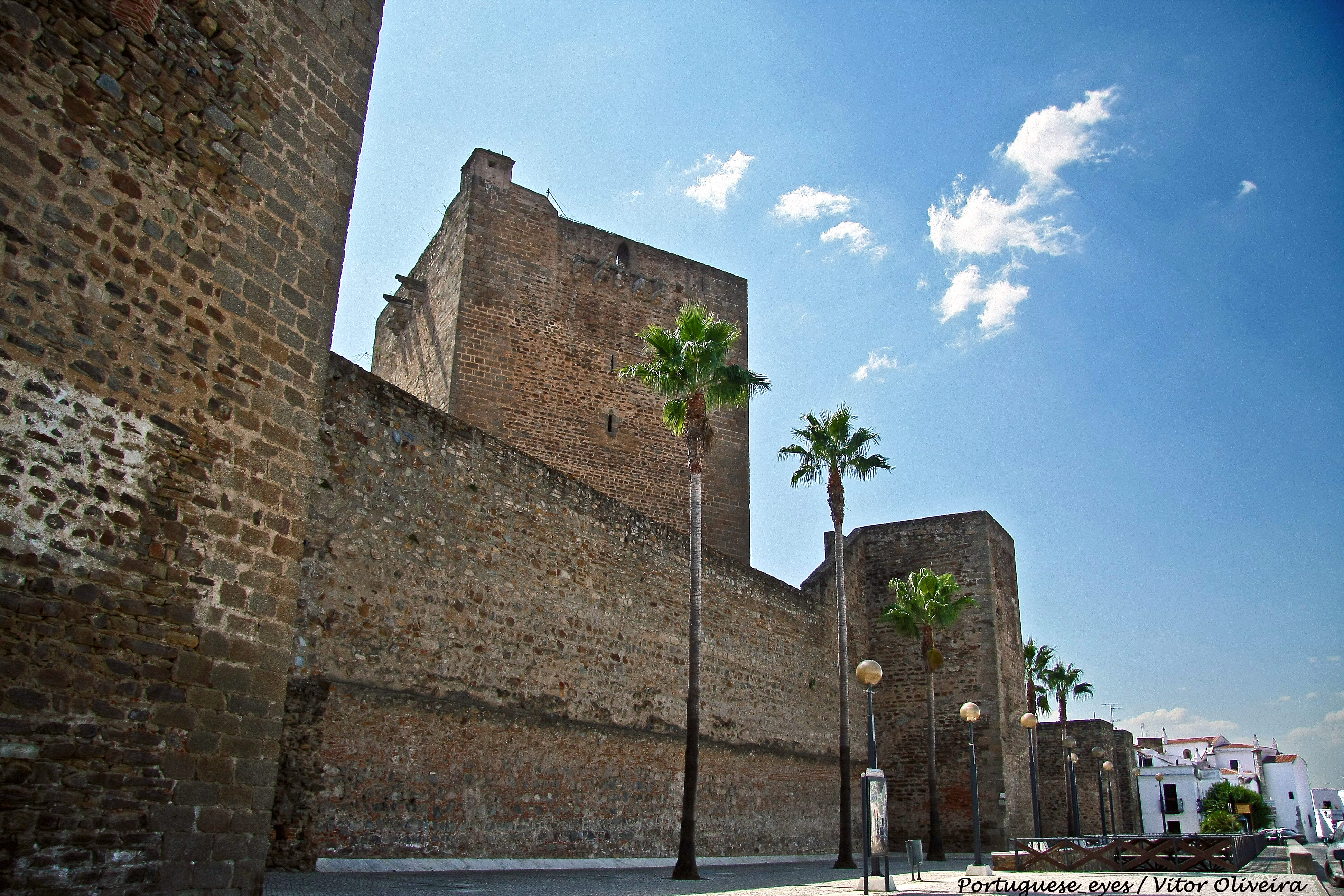
Замок Оливенса

Осада Оливенсы — осада испанского города Оливенса, произведённая в период с 19 по 22 января 1811 года во время Пиренейской войны французским генералом Сультом.
На пути к штурму более сильной крепости в Бадахосе Сульт был вынужден изменить свои первоначальные планы. Послав свою лёгкую кавалерию под командованием бригадного генерала Андре Бриша, чтобы взять Мериду, и оставив четыре эскадрона драгунов в Альбуэре для наблюдения за гарнизоном в Бадахосе, он отправился с остальной частью своей армии, чтобы захватить Оливенсу.
Веллингтон ранее советовал генералу Педро де ла Романе, командующему испанской армией Эстремадуры, либо разрушить укрепление в Оливенсе, либо восстановить его оборону и полностью укоммлектовать гарнизон; ла Романа, в свою очередь, проинструктировал Мендисабаля о необходимости разрушить крепость, но Мендисабаль проигнорировал приказ и вместо этого усилил гарнизон четырьмя пехотными батальонами. В крепости находилось 4-тысячный гарнизон и 5 тыс. мирных жителей. Она была хорошо укреплена и окружена стеной с девятью фронтонами, но плохо подготовлена к осаде — равелины не были вооружены, рвы не укреплены частоколом. Тяжелая французская артиллерия наконец начала прибывать 19 января, и к 22 января плохо отремонтированная брешь в стенах крепости была вновь пробита. Гарнизон сдался 23 января, и более 4 тыс. испанских солдат из армии Эстремадуры были взяты в плен.
Сульт оставался под Оливенсой до 25 января, а 26-го отправился на осаду Бадахоса.